# الكسندر ووكر (موزع)
الكسندر ووكر (بالإنجليزية: Alexander Walker)‏ هو موزع بريطاني، ولد في 1973.

## وصلات خارجية
- ألكسندر ووكر على موقع ميوزك برينز (الإنجليزية)